# NGC 4476
NGC 4476 је елиптична галаксија у сазвежђу Девица која се налази на NGC листи објеката дубоког неба.
Деклинација објекта је + 12° 20' 55" а ректасцензија 12h 29m 59,0s. Привидна величина (магнитуда) објекта NGC 4476 износи 12,0 а фотографска магнитуда 13,0. Налази се на удаљености од 16,500 милиона парсека од Сунца. NGC 4476 је још познат и под ознакама UGC 7637, MCG 2-32-96, CGCG 70-128, VCC 1250, IRAS 12274+1237, PGC 41255.